# 安东·蔡林格

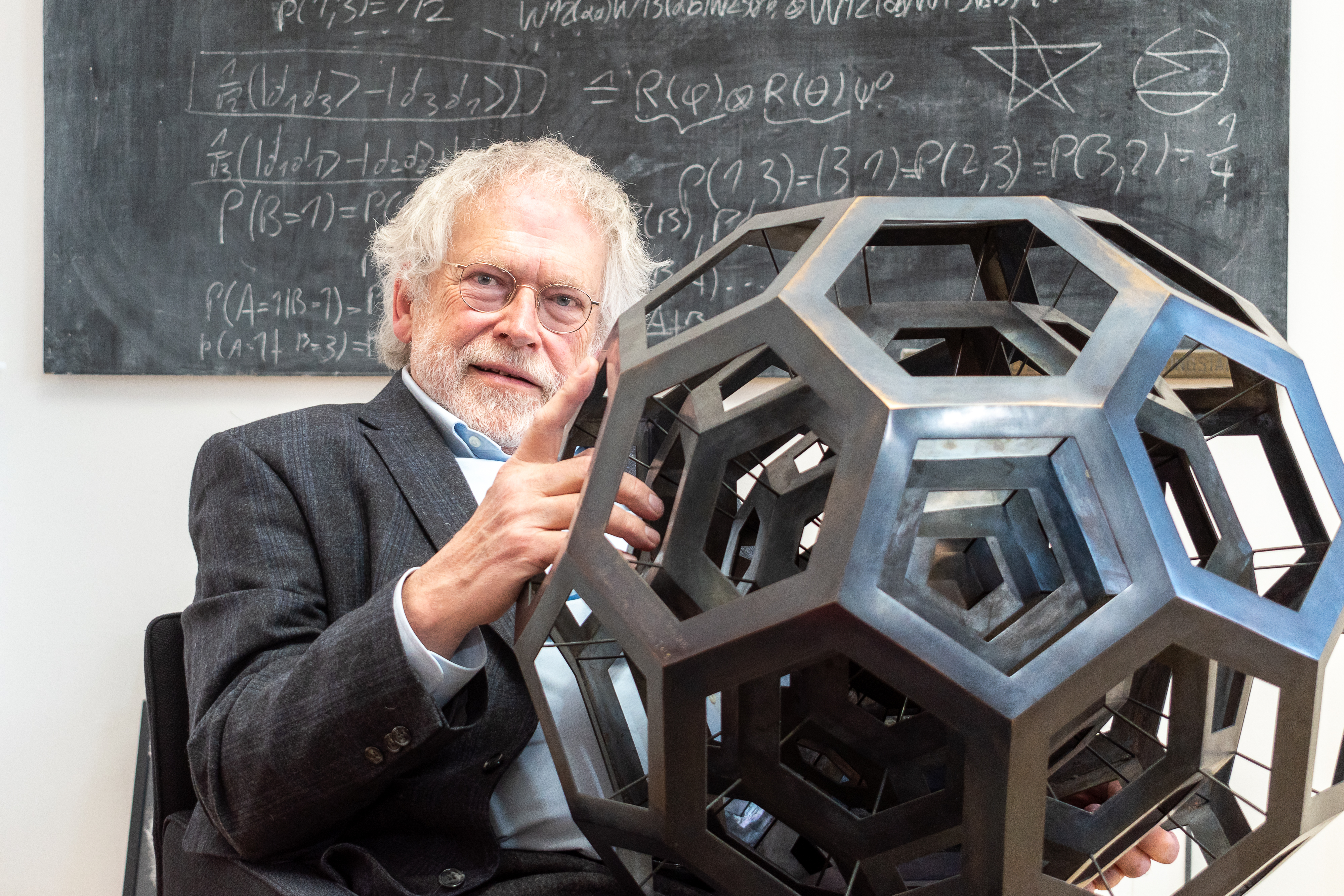
安东·蔡林格（2021年）

安东·蔡林格，又译安东·塞林格（德語：[ˈtsaɪlɪŋɐ]，1945年5月20日—），奥地利量子论物理学家，和诺贝尔物理学奖获得者。他现在是维也纳大学物理学榮譽退休教授，他还是奥地利科学院量子光学与量子信息研究所维也纳分所主席。他的大部分研究涉及量子纠缠的基本方面和应用。
2007年，安东·蔡林格获得英国物理学会的第一个艾萨克·牛顿奖章，以表彰“他对量子物理学基础的概念上和实验上的开创性贡献，已经成为快速发展的量子信息领域的基石"。2022年10月，他与阿兰·阿斯佩和约翰·克劳泽共同荣获诺贝尔物理学奖，以表彰他们在纠缠光子实验、确立贝尔定理的违背验证，和开创量子信息科学方面的杰出工作。

## 早年生活和教育
安东·蔡林格於1945年出生於奧地利上奧地利州的因河地区里德。 他於1963年至1971年在維也納大學學習物理和數學。他於1971年獲得了維也納大學的哲學博士學位，並在赫尔穆特·劳赫的指導下完成了《Dy單晶上的中子去極化測量》的論文。 1979年，他獲得了維也納科技大學的大學講師資格（特许任教资格）。

## 事业
蔡林格曾在維也納工業大學和因斯布鲁克大学任职。 他曾在麻省理工学院、柏林洪堡大学、牛津大學墨頓學院、慕尼黑工业大学、和巴黎法兰西公学院担任访问职位 （国际主席）。 蔡林格荣获的奖项包括沃尔夫物理学奖（2010年）、英国物理学会的首届艾萨克·牛顿奖章（2007 年）、和费萨尔国王国际奖（2005年）。
他是7所科学院的院士。安东·蔡林格目前是维也纳大学物理学名誉教授和奥地利科学院量子光学与量子信息研究所的高级科学家。 他于2013年至2022年担任奥地利科学院院长。
自从2006年起，蔡林格担任奥地利科技學院董事会副主席，这是一个由蔡林格提议发起的雄心勃勃的项目。 2009年，他创立了国际学院 Traunkirchen ( International Academy Traunkirchen)， 致力于支持科学技术方面的天才学生。 他是道格拉斯·亚当斯的《银河系漫游指南》的粉丝，甚至将他的帆船命名为42。

## 研究

### 量子隐形传态
最广为人知的是他首次实现了独立量子比特的量子隐形传态。  后来，他将这项工作扩展到开发一种源，用于在两个加那利群岛之间自由传播隐形传输的量子比特和超过144公里的量子隐形传输。  量子隐形传态是许多量子信息协议中的一个基本概念。 除了在量子信息传输中的作用外，它还被认为是在量子计算机中构建邏輯閘的重要可能机制。

### 量子通信、量子密码学、量子计算
1998年（2000年出版），他的团队率先使用纠缠光子实现量子密码学。 
然后，他还将量子纠缠应用于光学量子计算，在2005年， 他首次实现了单向量子计算。 这是 Knill、Laflamme 和 Milburn 提出的基于量子测量的协议。 
蔡林格和他的小组关于长距离纠缠分布的实验始于位于多瑙河两岸的实验室之间的自由空间和基于光纤的量子通信和隐形传态。然后将其扩展到整个维也纳市和两个加那利群岛之间超过144公里的更远距离，从而成功证明与卫星进行量子通信是可行的。 他的梦想是将纠缠光源放到轨道上的卫星上。 第一步是在意大利马泰拉激光测距天文台(Matera Laser Ranging Observatory)的实验中实现的。

### 更新颖的纠缠态
安东·蔡林格与他的团队一起，为实现新的纠缠态做出了许多贡献。 当 Paul Kwiat 在蔡林格小组担任博士后时，他与 Paul Kwiat 一起开发了偏振纠缠光子对的来源，成为全球许多实验室的主力军。 光子轨道角动量纠缠的首次展示为许多实验室开辟了一个新兴的研究领域。

### 宏觀量子疊加
蔡林格也對將量子力學擴展到宏觀領域感興趣。 1990年代初，他開始在原子光學領域進行實驗。他開發了多種相干操縱原子束的方法，其中許多方法，例如原子德布羅意波在時間調製光波衍射時的相干能量轉移，已成為當今超冷原子實驗的一部分。 1999年，蔡林格放棄了原子光學，轉而進行非常複雜和巨大的大分子—富勒烯的實驗。 1999年成功展示了這些C60和C70分子的量子乾涉，開啟了一個非常活躍的研究領域。
2005年，蔡林格與他的研究小組研究了機械懸臂的量子物理。2006年，蔡林格與在巴黎的Heidmann及在Garching的Kippenberg共同以實驗證明了微鏡在無反饋的情況下，藉由輻射壓達到自我冷卻的效果。
使用軌道角動量狀態，他能夠證明角動量的纏繞性高達300ħ。

## 作品
蔡林格撰写了550多篇科学文章，其中500篇经过同行评审，16篇被认为是高被引用论文。 

## 荣誉
国际荣誉
- 诺贝尔物理学奖（2022年，和阿兰·阿斯佩、约翰·克劳泽）[11]
- 捷克参议院奖章（2017年）
- 世界科学院奖（2015年）
- 沃尔夫物理学奖 （2010年，和阿兰·阿斯佩、约翰·克劳泽）[32]
- 德意志联邦共和国功绩勋章（2009年）
- 艾萨克·牛顿奖章，英国物理学会（2007年）[33]
- 费萨尔国王奖（英语：King Faisal Prize）（2005年）[34]
- 克劳普施泰格纪念奖（英语：Klopsteg Memorial Award），美国物理教师协会（英语：American Association of Physics Teachers）（2004年）[35]
- 功勋勋章 (普鲁士)（2000年）[36]
- 洪堡高级研究员奖，德国洪堡基金会（2000年）
- 歐洲光學獎，歐洲光學學會（英语：European Optical Society）（1996年）[37]

奧地利獎項
- 為奧地利共和國服務而頒發的金質勳章 (Decoration of Honour for Services to the Republic of Austria)（2024年）[38]
- 奧地利科學與藝術獎 (Austrian Decoration for Science and Art)，奧地利共和國（2001年）[39]

## 在大众文化中
蔡林格在《穿越虫洞》（Through the Wormhole）第二季接受了摩根·弗里曼的采访。